# 7907 Еразмус
7907 Ерасмус (7907 Erasmus) — астероїд головного поясу, відкритий 24 вересня 1960 року.
Тіссеранів параметр щодо Юпітера — 3,331.